# قیمه‌نثار
قیمه نثار خوراکی اصالتاً قزوینی است. این خوراک با برنج، گوشت، خلال بادام، خلال پسته، خلال نارنج، پیازداغ و زرشک درست می‌شود.
در قزوین ادویه‌ای به نام ادویهی مخصوص قیمه نثار وجود دارد که اگر بتوان نوع مرغوب آن را پیدا کرد، خوراک بی‌نهایت خوش عطر می‌شود. این خوراک درگذشته جزو خوراک‌های تشریفاتی محسوب می‌شد و در عروسی‌ها هم به عنوان شام عروسی همراه با سبزی خوردن سرو می‌شده‌است.
کلمه‌ «قیمه» در زبان ترکی به معنای گوشت خردشده است و «نثار» در فارسی به معنای پراکندن و پاشیدن. در واقع، در این غذا گوشت خردشده به همراه خلال‌های معطر و مغزها، روی برنج پخته و زعفرانی نثار و تزئین می‌شود. ترکیب این دو واژه معنایی از غذای مجلسی با تزئینات ویژه و رنگارنگ را تداعی می‌کند.

## مواد لازم
برنج: ۴ پیمانه (۶۰۰ گرم)، گوشت گوسفند: ۲۵۰ گرم قیمه شده، پیاز: یک عدد، زعفران حل شده: یک دوم پیمانه، زرشک: نصف پیمانه، خلال پسته و خلال بادام: هر کدام یک و نیم پیمانه، روغن مایع و نمک و فلفل: به مقدار لازم.

## روش پخت
ابتدا برنج را خیسانده و پس از آن درون آب جوش ریخته می‌شود. پس از آبکش کردن (کمی سفت برداشته می‌شود) با اضافه کردن زعفران حل شده بر روی برنج، به وسیلهٔ دم کنی، روی حرارت پلوپز اجاق گاز گذاشته می‌شود تا دم بکشد. خلال کردن پیاز نازک شده و پس از تفت دادن در روغن مایع به گوشت ریز شده افزوده می‌شود.
تفت دادن پیاز همراه با گوشت آن قدر ادامه می‌یابد تا رنگ گوشت برگردد. سپس رب گوجه فرنگی را اضافه کرده و ضمن بستن در قابلمه، گوشت با حرارت ملایم پخته می‌شود. در صورت تمایل گاهی کمی زعفران به گوشت اضافه می‌گردد. ۵ دقیقه مانده به پخت کامل گوشت، نمک و فلفل و خلال بادام به آن افزوده می‌شود. با تمام شدن آب گوشت نوبت به آماده‌سازی زرشک به همراه شکر می‌رسد. زرشک با آب سرد شسته شده، یک قاشق روغن در قابلمه کوچکی ریخته و قبل از داغ شدن یک قاشق شکر در آن ریخته می‌شود. مخلوط مرتب به هم خورده تا شکر آب شود.
اضافه کردن یک قاشق غذاخوری زعفران حل شده به این قابلمه کار بعدی است. اکنون حرارت زیر قابلمه خاموش شده و زرشک به آن افزوده می‌شود و به هم زده می‌شود. (در این صورت زرشک رنگش را حفظ خواهد نمود)

## روش سرو
نیمی از پلو در دیسی کشیده شده و نیمی از مایه لای پلو قرار داده می‌شود. اکنون پلو زعفرانی را روی قیمه ریخته و بقیه قیمه با خلال پسته روی پلوی زعفرانی ریخته می‌شود. ممکن است کمی پودر دارچین روی قیمه پاشیده شود.